# Mercedes-Benz V-Klasse
Mercedes-Benz V-Klasse ist die Bezeichnung einer Kleinbus-Fahrzeugreihe des deutschen Automobilherstellers Mercedes-Benz, die aktuell in der dritten Modellgeneration produziert wird. Die zweite Generation wurde als Viano vermarktet. Die entsprechenden Kleintransporter heißen in allen drei Generationen Vito, einem Verweis auf die Herstellung in der spanischen Stadt Vitoria. Im April 2025 gab Mercedes-Benz bekannt, dass das Modell künftig in VLE und VLS umbenannt wird. Während der VLE der gehobenen Mittelklasse entspricht, markiert der VLS das Premiumsegment.
Die Generationen der V-Klasse inkl. Viano:
- Mercedes-Benz Baureihe 638 (erste Generation, 1996–2003)
- Mercedes-Benz Baureihe 639 (zweite Generation, 2003–2014)
- Mercedes-Benz Baureihe 447 (dritte Generation, seit 2014)

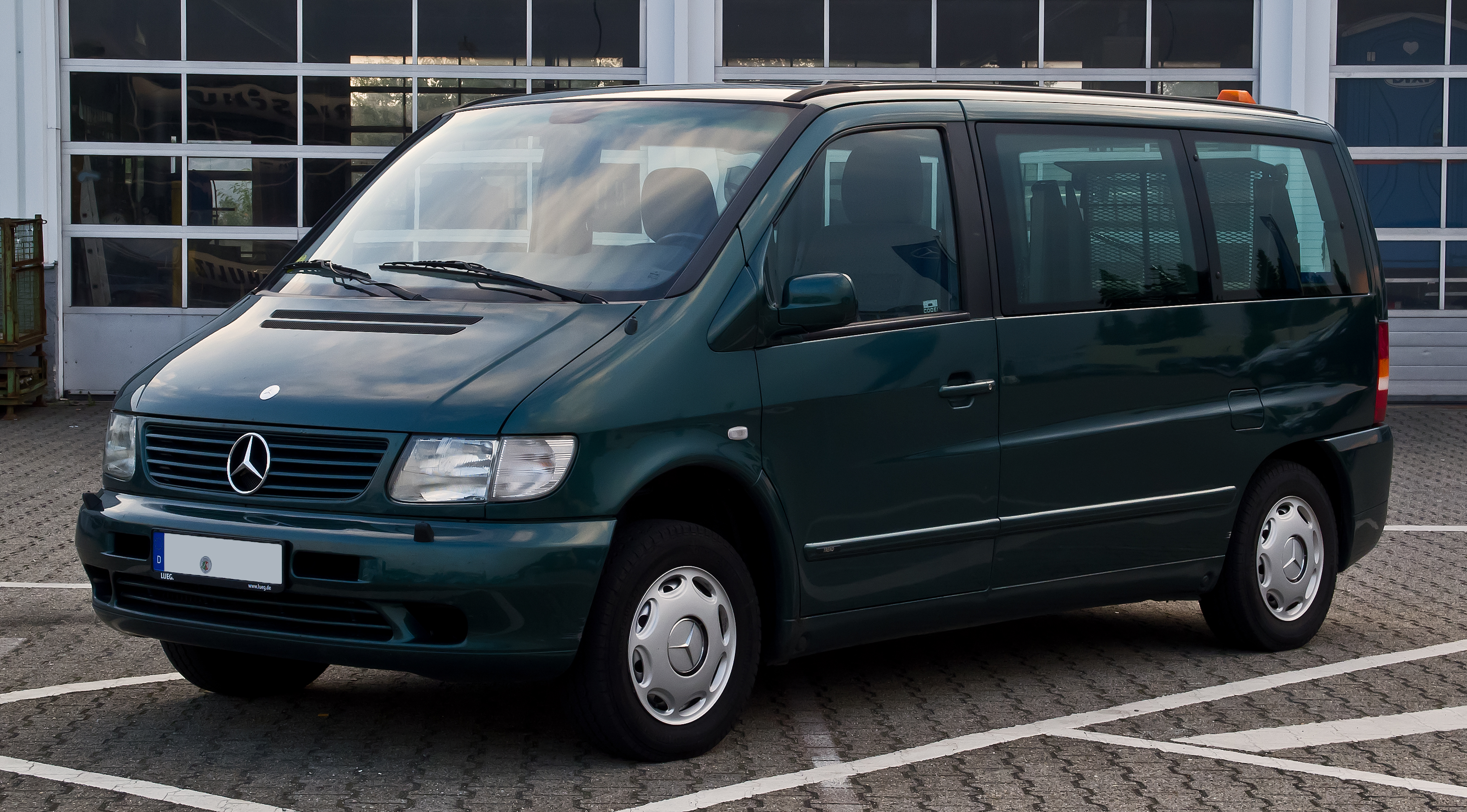
Mercedes-Benz V-Klasse (1. Gen.)
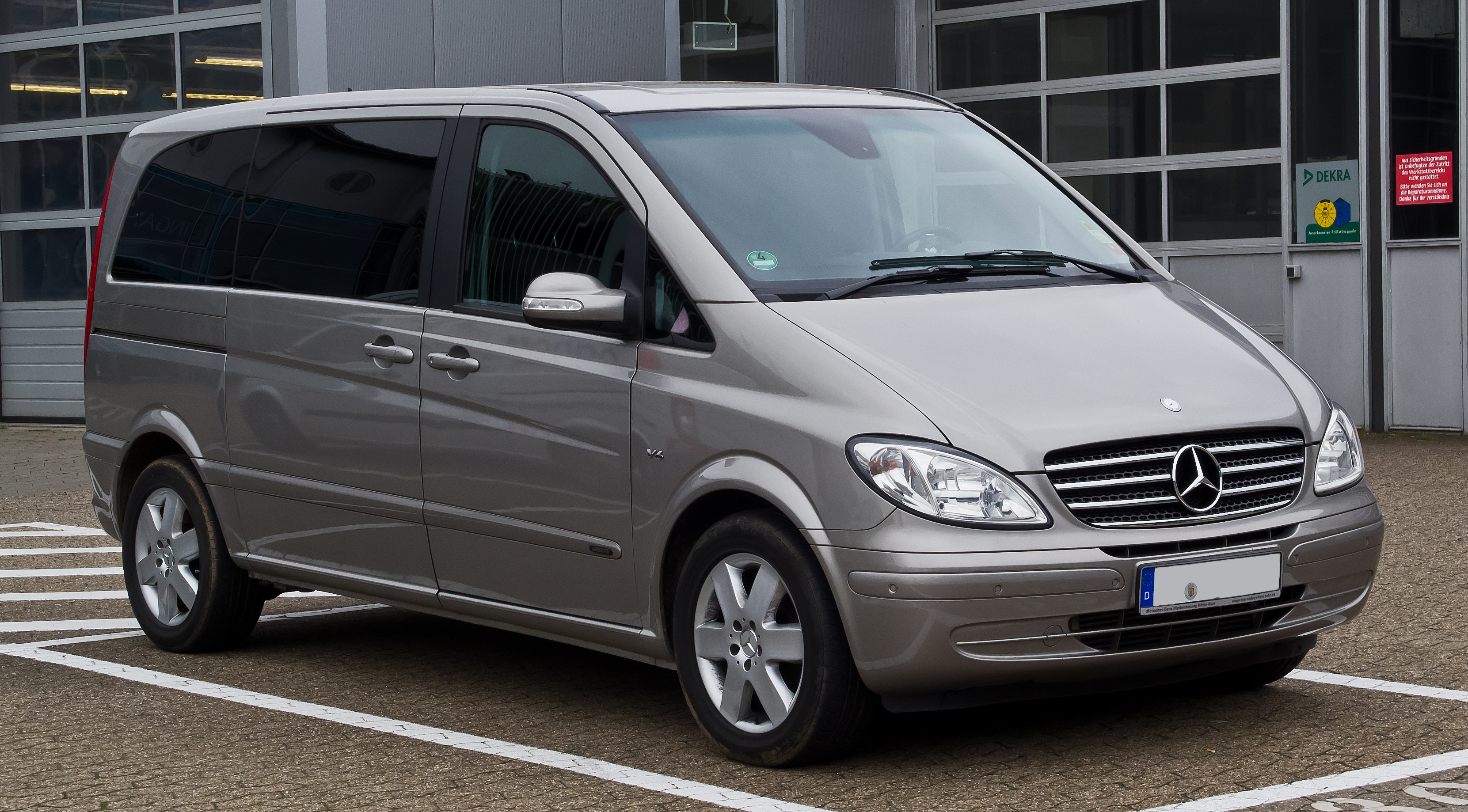
Mercedes-Benz Viano (2. Gen.)
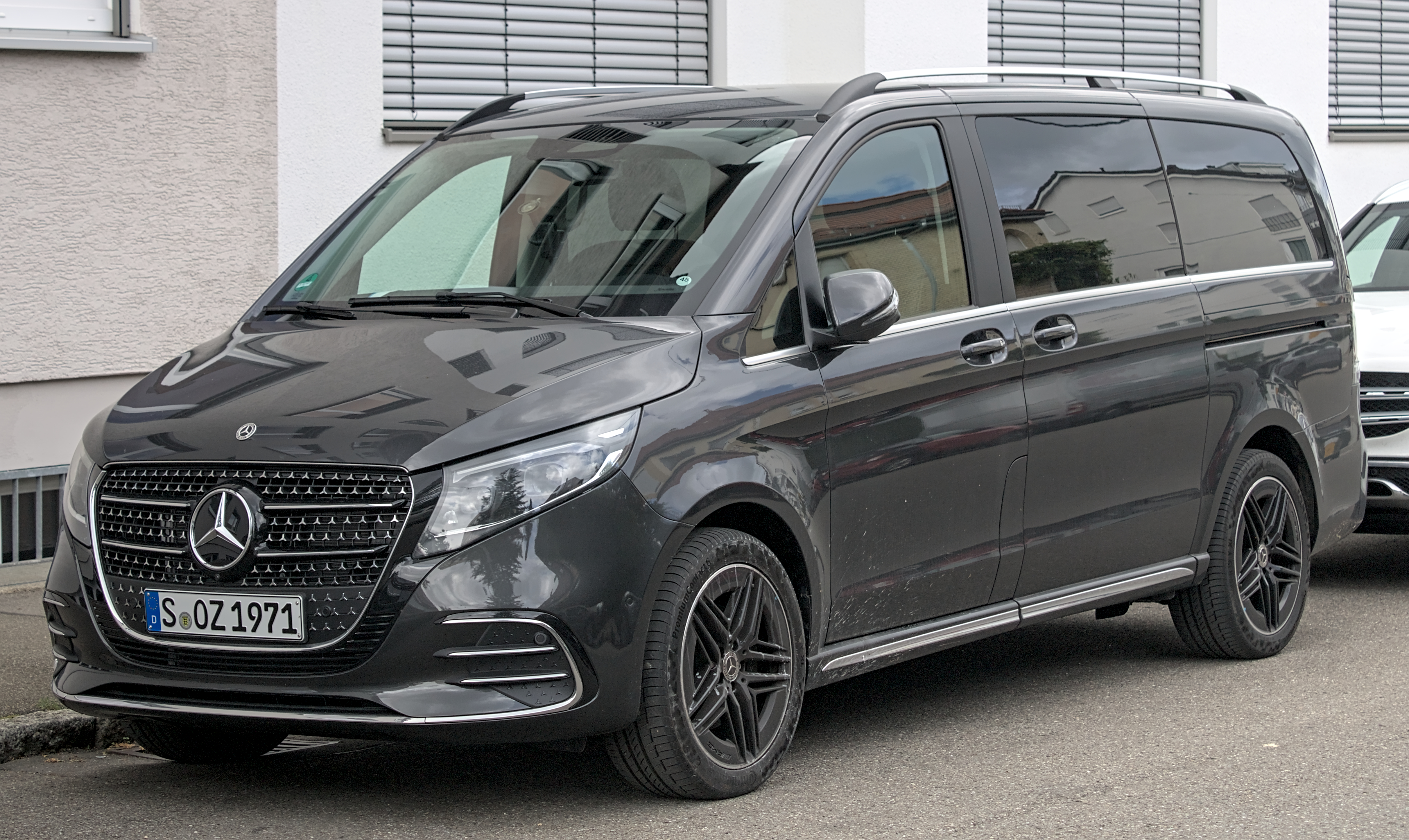
Mercedes-Benz V-Klasse (3. Gen.)